# Ferronichelplatino
Il ferronichelplatino è un minerale descritto nel 1983 in seguito ad una scoperta effettuata nel circondario dei Coriacchi nel territorio della Kamčatka nella nordest della Russia e riconosciuto dall'Associazione Mineralogica Internazionale (IMA) nel 1984. Il nome è stato attribuito in seguito alla sua composizione. Forma una serie con la tulameenite.

## Morfologia
Il ferronichelplatino è stato trovato sotto forma di granuli di 0,2-4,5mm di forma leggermente arrotondata concresciuto con altri minerali contenenti metalli del gruppo del platino. Le parti formate dal solo ferronichelplatino sono al massimo di 0,15mm.

## Origine e giacitura
Il ferronichelplatino è stato scoperto nella frazione pesante dei depositi alluvionali con rocce ultramafiche provenienti dalla cintura di ofiolite. Il minerale è associato con isoferroplatino e tetraferroplatinum.

## Proprietà
Il minerale è attaccabile fortemente soltanto dall'acqua regia calda.